# Regala
En náutica, se llama regala, más usado en plural, a los tablones que cubren las cabezas  remates de todos los reveses o barraganetes. Esta especie de revestimiento, corona toda la obra muerta del buque y resguarda sus miembros de la intemperie. 
Sobre él se colocan los candeleros de las batayolas, especie de antepecho que borda a la altura de apoyo los pasamanos y saltillos. 
El grueso de la regala principal, que es la del galón de borda comprendida entre el alcázar y el castillo de proa, no excede de cinco a 
seis pulgadas para los navíos, y de cuatro a tres para fragatas; disminuyendo en proporción al grueso de las regalas de los alcázares y demás saltillos.
El ancho de las  regalas es igual al escantillón del buque, esto es, al grueso de su obra muerta en aquella parte, y algo más que se le da para la formación de la moldura.